# Klaus-Peter Johanssen

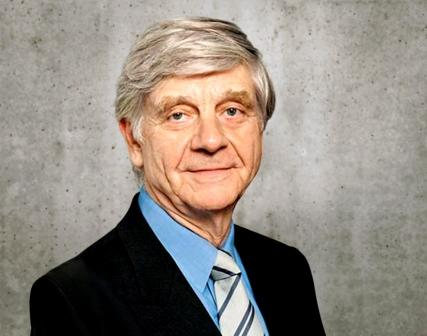
Klaus-Peter Johanssen (2012)

Klaus-Peter Johanssen (* 8. Januar 1938 in Hamburg; † 10. Oktober 2012) war ein deutscher Kommunikationsmanager und -berater. Er galt als Experte für Unternehmens-, Krisen- und Strategische Kommunikation in Deutschland.

## Biografie
Johanssen war der älteste von drei Söhnen. Nach Abschluss seines Abiturs arbeitete er auf Wunsch seines Vaters in einem Schmierstoffwerk der Deutschen Shell AG. Danach begann er ein Jurastudium, das er erfolgreich beendete. 1967 ging Johanssen zurück zur deutschen Shell-Tochter und arbeitete dort zunächst als Justiziar in der Rechtsabteilung des Unternehmens, später in verschiedenen leitenden Positionen der firmeneigenen Marketingabteilung. Anfang 1994 gestaltete man bei Shell das Kommunikationskonzept um, sodass Johanssen als Direktor für Unternehmenskommunikation die Gesamtkommunikation des Unternehmens leitete und die verschiedenen Zuständigkeiten für z. B. Public Affairs, Public Relations, Markenwerbung, Sponsoring und die Corporate Identity der Deutschen Shell unter seiner Leitung verwaltet wurden. Klaus-Peter Johanssen war der erste deutsche Kommunikationsdirektor, dem sämtliche Kommunikationsmaßnahmen übertragen wurden. In dieser Position verantwortete er maßgeblich die Kommunikation der folgenden Jahre.
Als der Begriff Corporate Social Responsibility (CSR) in der deutschen Unternehmenskultur noch nicht vollumfänglich angekommen war, startete Johanssen Anfang März 1995 bei der Deutschen Shell die erste CSR-Kampagne Deutschlands, bei der das gesellschaftliche Engagement des Unternehmens im Mittelpunkt stand. Unter den Titeln „Das wollen wir ändern“ und „Wir kümmern uns um mehr als Autos“ bewarb der Konzern in Anzeigen und Fernsehspots seine Aktivitäten in den Bereichen Soziales und Umwelt.
Bekanntheit über seine Branche hinaus erreichte Johanssen jedoch in den darauffolgenden Monaten. Shell UK plante, die ausrangierte Öl-Plattform Brent Spar nordwestlich von Schottland im Atlantik zu versenken, nachdem unabhängige Gutachten das Vorhaben als umweltverträglich, sicher und günstig ausgewiesen hatten. Greenpeace besetzte die Plattform daraufhin in der Nacht vom 30. April auf den 1. Mai 1995, um zu verhindern, dass mit der erfolgreichen Versenkung der Brent Spar ein Präzedenzfall für die Entsorgung weiterer Bohr-Inseln geschaffen würde. Die abwartende Haltung Shells sowie die immense mediale Aufmerksamkeit führten auf dem deutschen Markt zu bis dato beispiellosen Protesten und Boykottaktionen gegen Shell. Klaus-Peter Johanssen erfuhr am Morgen des 1. Mai durch Journalisten vom Zwischenfall und setzte sich mit der britischen Konzernführung in Verbindung, um seine Einschätzung zu den möglichen Kosten des Imageschadens gegenüber den kalkulierbaren Kosten einer Entsorgung auf anderem Wege mitzuteilen. Nachdem Shell sich schließlich am 20. Juni 1995 gegen eine Entsorgung im Ozean entschied, wurde er mit der nun notwendigen Imagekampagne betreut, durch welche sich Johanssen in der Folge auf dem Gebiet der Krisen-PR profilierte. Unter dem Motto „Wir haben verstanden.“ bewies der Konzern Demut und bat die Kunden um Verzeihung. Eine derart einsichtige Kampagne eines Großunternehmens war zu jener Zeit einzigartig.

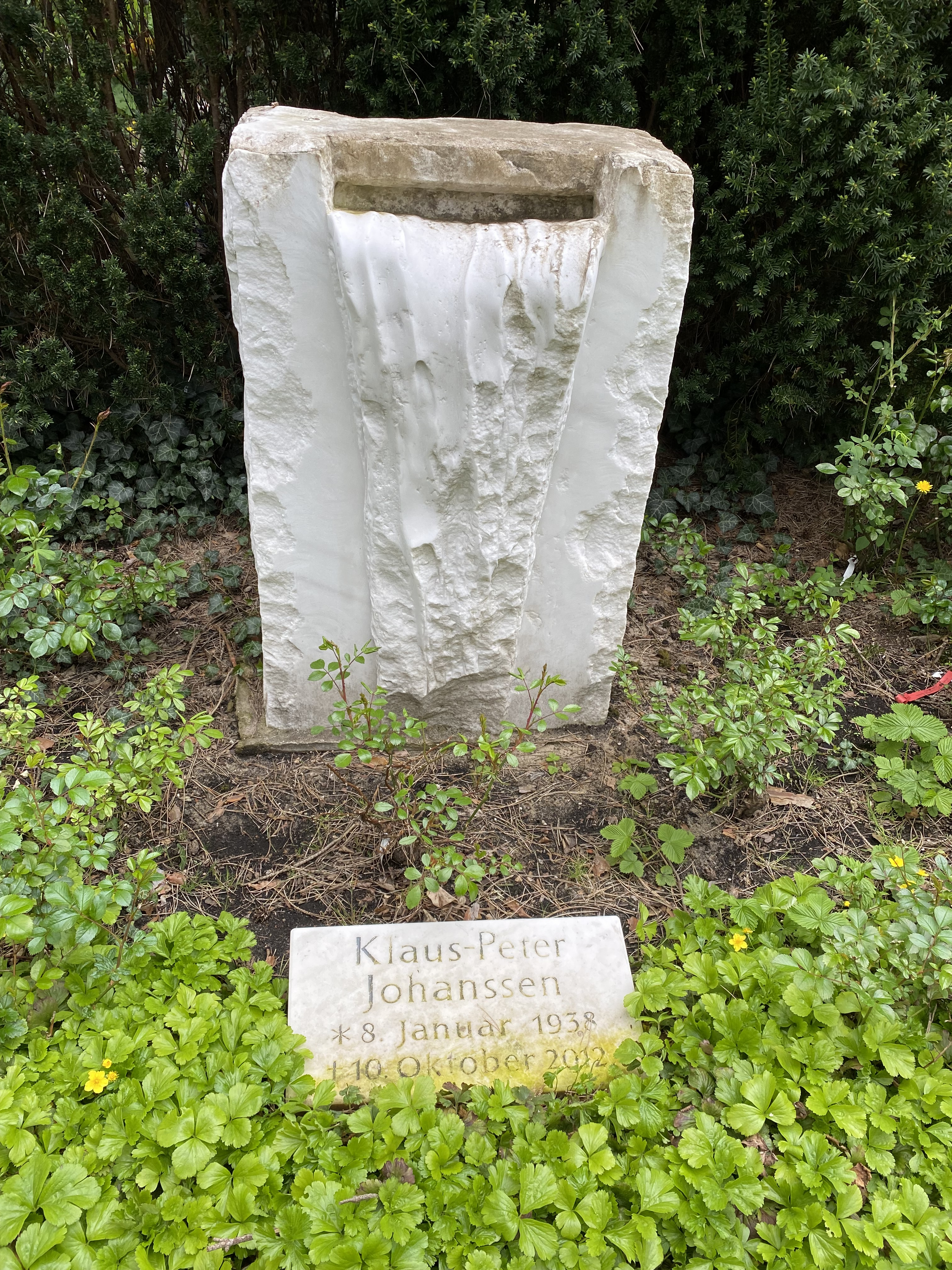
Grabstätte

In der Retrospektive haderte Johanssen damit, dass er stets mit der Krisenkommunikation zur Brent Spar in Verbindung gebracht wurde, weniger jedoch mit der damals wegweisenden Verantwortungs-Kampagne Shells, die kurz zuvor unter seiner Leitung erarbeitet worden war und ihre Wirkung nie entfalten konnte.
Ferner erkannte Johanssen die Potenziale der Shell Jugendstudie und setzte sich persönlich für die Förderung dieser ein. Unter seiner Führung wurden die Ergebnisse der Studie kommunikativ aufbereitet und dadurch einer Diskussion in der breiten Öffentlichkeit zur Verfügung gestellt. Shells Ergebnisse galten in den späten 1980er- und 1990er-Jahren als das Referenzwerk der Sozialberichterstattung und sind auch heute noch vielbeachtet.
2000 gründete er gemeinsam mit Heiko Kretschmer die Kommunikationsagentur Johanssen + Kretschmer Strategische Kommunikation GmbH, deren Namensgeber und geschäftsführender Gesellschafter er bis Ende 2008 war. Johanssen ging damit als erster erfolgreicher Kommunikationschef eines großen Unternehmens in die Beraterbranche. Auch nach seinem Rückzug als Geschäftsführer blieb er der Beratung als Gesellschafter erhalten.
Seine Erfahrungen im Bereich der Unternehmenskommunikation gab er als Dozent an der Sächsischen Verwaltungs- und Wirtschaftsakademie, an der Bayerischen Akademie der Werbung (BAW) und am PR-Kolleg in Berlin sowie im Rahmen von Lehraufträgen an der FU Berlin, der UdK Berlin und der TU Dresden weiter.
Er heiratete 2003 die MetaDesign-Gründerin Uli Mayer. Auch beruflich widmeten sie sich gemeinsamen Projekten. So wuchs u. a. 2004 aus dem geteilten Interesse an Kultur die Kampagne MoMA – Ein Star kommt nach Berlin, welche die vielbeachtete und sehr erfolgreiche Ausstellung des Museum of Modern Art in der Neuen Nationalgalerie begleitete.
Seine letzte Ruhestätte erhielt Klaus-Peter Johanssen auf dem Berliner Waldfriedhof Dahlem (Feld 011-364).

## Schriften
- zus. mit Ulrich Steger: Lokal oder Global?. Frankfurter Allgemeine Buch, Frankfurt 2000, ISBN 978-3-927282-95-7.
- Krise – Katastrophe oder produktiver Vorgang?. In: Stephan Becker-Sonnenschein, Manfred Schwarzmeier (Hrsg.): Vom schlichten Sein zum schönen Schein? Kommunikationsanforderungen im Spannungsfeld von Public Relations und Politik. Springer VS, Wiesbaden 2002, ISBN 978-3-322-90900-8.
- Mit Erfahrung aus der Krise. Polisphere, Berlin 2012, ISBN 978-3-938456-49-1.
- Statement-Papier Globale Marken/Global Branding: The power of brands is global, 2003.
- zus. mit seiner Frau Uli Mayer-Johanssen: Auf der Suche nach Unverwechselbarkeit, Corporate Identity – Das unterschätzte Steuerungsinstrument, 2008.
- Gedenkschrift Wir haben verstanden. – Texte im Gedenken an Klaus-Peter Johanssen, 2013.